# 函館市北洋資料館
函館市北洋資料館（はこだてしほくようしりょうかん）は、北海道函館市にある博物館。北洋漁業の歴史をはじめとする資料を展示している。所在地は北海道函館市五稜郭町37-8。

## 概要
北洋漁業に関連する資料の保管、及び展示を目的として、1982年（昭和57年）9月16日に開館。江戸時代以降の箱館・樺太間の漁業についての歴史・資料を、写真やパネル・映像などで展示する。北洋航海体験室など体験型の展示のほか、児童を対象とした各種イベントも開催している。
所在地は北海道立函館美術館・五稜郭及び五稜郭タワーに近く、施設は函館市芸術ホール「ハーモニー五稜郭」と隣接している。最寄の市電停留所は「五稜郭公園前」。

## 施設内コーナー
施設内は以下の展示コーナーに分けられている。
- 昔の北方漁業の歩み
- 北洋漁業の歩み
- 200海里時代とこれからの漁業

## 函館市総合ミュージアム（仮称）構想
2022年（令和4年）に市は、同館と市立函館博物館、市立函館博物館郷土資料館（旧・金森洋物店）、函館市文学館、函館市北方民族資料館を集約する計画を公表した。